# Пустошка (Лужский район)
Пустошка — деревня в Серебрянском сельском поселении Лужского района Ленинградской области.

## История
Деревня Пустошка упоминается на карте Санкт-Петербургской губернии Ф. Ф. Шуберта 1834 года.

ПУСТОШКА — деревня принадлежит малолетнему Аполлону Сеславину, число жителей по ревизии: 29 м. п., 33 ж. п. (1838 год)

Деревня Пустошка отмечена на карте профессора С. С. Куторги 1852 года.

ПУСТОШКА — деревня господина Сеславина, по просёлочной дороге, число дворов — 7, число душ — 38 м. п. (1856 год)

ПУСТОШКА — деревня, число жителей по X-ой ревизии 1857 года: 33 м. п., 45 ж. п.

ПУСТОШКА — деревня владельческая при ключе, число дворов — 7, число жителей: 39 м. п., 40 ж. п. (1862 год)

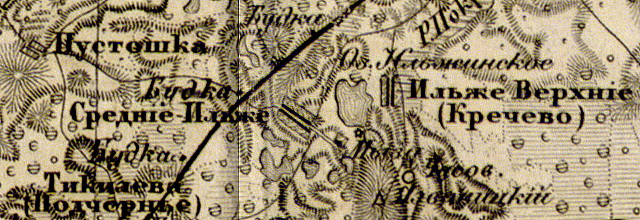
Деревня Пустошка на карте 1863 года

В 1870 году временнообязанные крестьяне деревни выкупили свои земельные наделы у Е. П. Сеславиной и стали собственниками земли.
Согласно подворной описи 1882 года:

ПУСТОШКА — деревня Ильженского общества Городецкой волости
  
домов — 34, душевых наделов — 33, семей — 22, число жителей — 63 м. п., 60 ж. п.; разряд крестьян — собственники

В XIX веке деревня административно относилась ко 2-му стану Лужского уезда Санкт-Петербургской губернии, в начале XX века — к Городецкой волости 5-го земского участка 4-го стана.
По данным «Памятной книжки Санкт-Петербургской губернии» за 1905 год деревня Пустошка входила в Ильженское сельское общество.
В 1917 году деревня Пустошка входила в состав Городецкой волости Лужского уезда.
С 1918 года, в составе Пустошенского сельсовета Смердовской волости.
С 1923 года, в составе Кологородской волости.

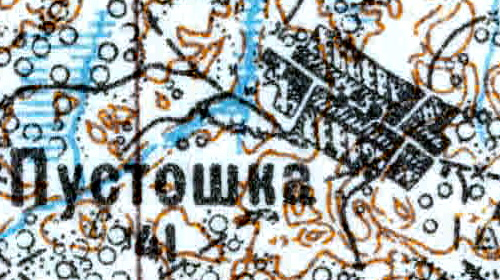
Деревня Пустошка на карте 1926 года

Согласно топографической карте 1926 года деревня насчитывала 41 двор, в центре деревни находились две часовни.
С февраля 1927 года, в составе Лужской волости, с августа 1927 года — Лужского района.
С 1928 года, в составе Смердовского сельсовета.
По данным 1933 года деревня Пустошка входила в состав Смердовского сельсовета Лужского района.
Деревня была освобождена от немецко-фашистских оккупантов 14 февраля 1944 года.
В 1958 году население деревни Пустошка составляло 122 человека.
По данным 1966 года деревня Пустошка также входила в состав Смердовского сельсовета.
По данным 1973 и 1990 годов деревня Пустошка входила в состав Серебрянского сельсовета.
В 1997 году в деревне Пустошка Серебрянской волости проживали 32 человека, в 2002 году — 34 человека (русские — 97 %).
В 2007 году в деревне Пустошка Серебрянского СП проживали 25 человек.

## География
Деревня расположена в южной части района на автодороге 41К-146 (Городок — Серебрянский).
Расстояние до административного центра поселения — 7 км.
Деревня находится к западу от железнодорожной линии Луга — Псков. Расстояние до железнодорожной станции Луга I — 20 км.
К западу от деревни протекает река Ширенка.

## Демография
| 1838 | 1862 | 1958 | 1997 | 2007 | 2010 | 2017 |
| ---- | ---- | ---- | ---- | ---- | ---- | ---- |
| 62   | ↗79  | ↗122 | ↘32  | ↘25  | ↘5   | ↗21  |

## Улицы
Горная, Луговая, Песочная, Южная.